# Víctor Laguardia
Víctor Laguardia Cisneros, né le 5 novembre 1989 à Saragosse en Espagne, est un footballeur espagnol évoluant au poste de défenseur central.

## Biographie

### En équipe nationale
Avec les moins de 20 ans, il participe à la Coupe du monde des moins de 20 ans 2009 organisée en Égypte. Lors de cette compétition, il joue trois matchs, contre le Nigeria, le Venezuela, et l'Italie. L'Espagne atteint les huitièmes de finale du mondial.

## Palmarès
Deportivo Alavés
- Champion d'Espagne de D2 en 2016
- Finaliste de la Coupe d'Espagne en 2017